# Premio Marcelo Jelen
Premio Marcelo Jelen, es un premio uruguayo de periodismo.
Es organizado por Cotidiano Mujer, Unesco, ONU Mujeres y la Asociación de la Prensa Uruguaya (APU). Esta propuesta busca premiar las producciones periodísticas que "aporten a desarticular el pensamiento único, promuevan la diversidad y la no discriminación".
Algunos de los ganadores del premio son: Azul Cordo, Diana Cariboni, Victoria Fernández, Guillermo Draper y Raúl Santopietro.
En 2020, las galardonadas fueron Nausicaa Palomeque y Matilde Campodónico.

## Galardonados
- 2016, Tan triste como ella de Azul Cordo en Brecha.[8][9]
- 2017, Sendic utilizó la tarjeta corporativa de Ancap para comprar en tiendas de ropa, electrónica, supermercados, joyerías y librerías de Guillermo Draper y Raúl Santopietro en Búsqueda.[10][11]
- 2018, Congreso Evangélico en Punta del Este – El género es el nuevo demonio de Diana Cariboni en Revista Noticias.[12][13]
- 2019, Diles que no me maten de Nausicaa Palomeque y Matilde Campodónico en Revista Lento.[14][15]
- 2020, No vale copiar de Julieta Núñez en Sala de redacción.[16][17]
- 2020, Hijos privados de Cecilia Álvarez en La Diaria.[18][19][20]
- 2021, La suba de penas contra el microtráfico tiene un impacto “dramático” en las mujeres, advierten en ámbitos nacionales e internacionales y De la calle al Mides, de un romance de “pendeja” a la cárcel, de lucharla por años a perderlo todo por una “estupidez”, de Victoria Fernández en Búsqueda.[21][22][23]

[actualizar]